# Тихонова, Софья Дмитриевна
Со́фья Дми́триевна Ти́хонова (род. 16 ноября 1998 года, Санкт-Петербург) — российская спортсменка, прыгунья с трамплина. Победительница чемпионатов мира среди юниоров. Чемпионка и серебряный призёр зимних юношеских Олимпийских игр в Лиллехаммере-2016 (Норвегия).

## Карьера
В соревнованиях по эгидой FIS Софья Тихонова дебютировала в декабре 2010 года на этапе континентального кубка в финском Рованиеми, где заняла 38-е место.
В сезоне 2012/13 Тихонова выиграла первый в истории Кубок FIS по прыжкам с трамплина, одержав две победы на этапе в румынском Рышнове.
Дебютировала в Кубке мира 9 декабря 2013 года в норвежском Лиллехаммере, где стала 33-й. В том же сезоне набрала первые кубковые очки, став 22-й на домашнем этапе в Чайковском.
На первом этапе сезона 2014/15 в Лиллехаммере заняла четвёртое место, что стало для Софьи лучшим результатом в карьере.
В том же сезоне стала победительницей XII Европейского юношеского Олимпийского зимнего фестиваля (ЕЮОФ) в Австрии и Лихтенштейне (25 - 30 января 2015 года) и завоевала индивидуальное золото на молодёжном чемпионате мира в Алма-Аты (Казахстан).
В феврале впервые в карьере выступила на чемпионате мира, где стала двадцатой в индивидуальных соревнованиях.
В 2016 году Софья выиграла серебро на Юношеские Олимпийские игры в Лиллехаммере, а также золото в командном соревновании.

## Выступления на Олимпийских играх
| Год                          | Место проведения | Личное первенство |
| ---------------------------- | ---------------- | ----------------- |
| Зимние Олимпийские игры 2018 | Пхёнчхан         | 25                |

## Выступления на чемпионатах мира
| Год  | Место проведения | Личное первенство | Командное первенство |
| ---- | ---------------- | ----------------- | -------------------- |
| 2015 | Фалун            | 20                | 6                    |
| 2017 | Лахти            | 26                | -                    |

## Выступления на молодёжных чемпионатах мира
| Год  | Место проведения | Личное первенство | Командное первенство |
| ---- | ---------------- | ----------------- | -------------------- |
| 2011 | Отепя            | 43                | —                    |
| 2012 | Эрзерум          | 41                | 9                    |
| 2013 | Либерец          | 15                | 6                    |
| 2014 | Валь-ди-Фьемме   | 21                | 6                    |
| 2015 | Алма-Ата         | 1                 | 2                    |